# Cesar Maia
Cesar Epitácio Maia GCIH • ComMM (Rio de Janeiro, 18 de junho de 1945) é um economista e político brasileiro, filiado ao Partido Social Democrático (PSD). Foi prefeito do Rio de Janeiro, sendo um dos que permaneceu mais tempo no cargo, juntamente com Eduardo Paes, somando 12 anos de gestão.
É pai dos gêmeos Daniela Maia e Rodrigo Maia, este deputado federal, ex-presidente nacional do Democratas e ex-presidente da Câmara dos Deputados do Brasil. É também primo do político e ex-senador José Agripino Maia.
Cesar Maia foi cotado para ser candidato a presidente da República pelo Democratas (DEM) para o pleitos de 2006 e de 2010. Em 2006, renunciou a pré-candidatura. Já em 2010, foi escolhido pela coligação PV, PSDB, PPS e DEM como candidato ao Senado Federal. Em 2012 e 2016, elegeu-se vereador do Rio de Janeiro pelo DEM. Em 2014 voltou a se candidatar ao Senado, mas não foi eleito. Em 2016, foi o terceiro vereador mais votado do Rio de Janeiro.
Nas eleições de 2018, Cesar Maia foi candidato a senador pelo estado do Rio de Janeiro pelo Democratas (DEM). A candidatura do ex-prefeito carioca foi anunciada na convenção estadual do DEM, realizada no dia 29 de julho de 2018 em um hotel na Barra da Tijuca. No mesmo evento, o também ex-prefeito carioca Eduardo Paes foi confirmado como candidato do partido ao Governo do Estado do Rio de Janeiro. No pleito, Maia obteve 2 327 634 votos (16,67% do total de votos válidos), não se elegendo ao cargo disputado.

## Origens, formação e exílio
Cesar Epitácio Maia nasceu na cidade do Rio de Janeiro, então Distrito Federal, no dia 18 de junho de 1945, filho do engenheiro e ex-diretor da Casa da Moeda Felinto Epitácio Maia e de Dalila Maia. Pertence ao clã dos Maia, que tem como ancestral Francisco Alves Maia, português que emigrou para Pernambuco no início do século XVIII. É primo de José Agripino Maia, senador e ex-governador do Rio Grande do Norte.
Estudou no Instituto Superior de Educação do Rio de Janeiro do primário ao ensino médio.
Iniciou o curso de Engenharia na Universidade Federal de Ouro Preto, Minas Gerais, e, como militante de esquerda no movimento estudantil, além de pertencer ao Partido Comunista Brasileiro, foi preso depois do golpe de 64 e exilou-se no Chile em 1968, onde conheceu sua esposa, Mariangeles Ibarra, sendo pai de gêmeos. No exílio, estudou Economia na Universidade do Chile, junto com José Serra. Formou-se em Economia em 1972.

## Retorno ao Brasil e início da atividade política
Retornou ao Brasil em 1973. Como havia processos pendentes na Justiça Militar, foi preso no aeroporto e levado para detenção no Batalhão de Guardas – onde hoje é a sede da Guarda Municipal da Prefeitura do Rio. Após 3 meses, o processo foi arquivado por falta de provas e retomou, gradativamente, a vida profissional e política. Ocupou vários cargos na Cerâmica Klabin, foi professor da Universidade Federal Fluminense e diretor do Sindicato dos Economistas.
Em 1981, filia-se ao PDT e integra o grupo que apoiou Leonel Brizola nas eleições de 1982, cuja integridade do resultado foi garantida quando uma tentativa de fraude eleitoral conhecida como o "escândalo da Proconsult" foi descoberta. Foi convidado por Brizola para ser secretário da Fazenda. Foi também presidente do Banco do Estado do Rio de Janeiro (Banerj) e da Distribuidora de Títulos e Valores Imobiliários do Estado do Rio de Janeiro (Diverj).[carece de fontes?]

## Atividade parlamentar
Maia foi eleito deputado federal constituinte nas eleições de 1986 pelo PDT, sendo reeleito em 1990.

## Prefeitura do Rio de Janeiro

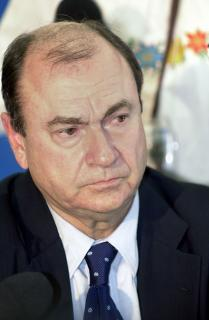
Cesar Maia

Em 1991, após divergências com Brizola, ingressa no PMDB. Concorreu ao cargo de prefeito do Rio no ano de 1992 e venceu as eleições municipais, derrotando a então deputada Benedita da Silva, (que se tornaria governadora por um ano em 2002) do Partido dos Trabalhadores. Sua primeira administração (1993-1996) foi marcada pela realização de várias obras das quais se destacam o Rio-Cidade, o Favela-Bairro e a Linha Amarela. Promoveu a descentralização administrativa, com a divisão da cidade nas subprefeituras e a subdivisão das regiões administrativas, a criação da Multirio (Empresa Municipal de Multimeios ligada a secretaria de Educação), da Rede Municipal de Teatros e dá início à criação das primeiras ciclovias do Brasil.
Em 1995, Maia foi admitido pelo presidente Fernando Henrique Cardoso à Ordem do Mérito Militar no grau de Comendador especial.
Em 1996, Cesar Maia, então no PFL, lança como candidato a sua sucessão o seu secretário de Urbanismo, o arquiteto Luiz Paulo Conde. Este vence o pleito municipal com apoio ostensivo de Maia. Em 1998, Cesar é derrotado por Anthony Garotinho na corrida para o governo estadual. Em 1999, Conde rompe com Cesar Maia. No ano seguinte, Maia disputa e conquista pela segunda vez a prefeitura carioca, desta vez pelo PTB, derrotando o seu ex-aliado Conde pelo PFL.
Em seu segundo mandato, dá início à construção da Cidade do Samba, das "Vilas Olímpicas", do Centro Luiz Gonzaga de Tradições Nordestinas", das "Escolas Padrão" e da construção do Hospital de Acari. Durante esse período, Maia não repetiu os programas Rio-Cidade, que foi aprovado e tampouco o Favela-Bairro, reprovado pelos cariocas; manteve apenas a expansão das ciclovias e ciclofaixas. De volta ao PFL, é reeleito em 2004 no primeiro turno para cumprir seu terceiro mandato, algo inédito na história da cidade.
No terceiro mandato (2005–2008), Cesar construiu o Museu Cósmico e equipamentos esportivos visando os Jogos Panamericanos de 2007, como o Parque Aquático Maria Lenk, o Estádio Olímpico João Havelange (atualmente conhecido como Estádio Nilton Santos), o Velódromo Municipal do Rio (o primeiro do Brasil), e a HSBC Arena (a única posteriormente privatizada); assim como a Cidade das Artes.

### Pós-prefeitura
Nas eleições de 2008, Maia indicou Solange Amaral para a sucessão. No entanto, Solange somente conquistou um 6º lugar com apenas 3,9% dos votos. Em 2010, tentou concorrer a uma das duas vagas do Senado Federal, onde chegou ao 4º lugar com 11% dos votos. Em 2012, Cesar Maia se elegeu vereador, pelo partido Democratas (DEM) na cidade do Rio de Janeiro, sendo eleito para a Câmara de Vereadores. Em novembro de 2013, Cesar Maia foi condenado por improbidade administrativa pela 3ª Vara de Fazenda Pública do Tribunal de Justiça. Em setembro de 2014, uma liminar no STJ suspendeu a decisão do judiciário fluminense.

### Críticas
César Maia é muito elogiado pelas realizações de seu primeiro mandato de 1993 a 1996, onde realizou grandes obras como a Linha Amarela e o Rio Cidade. Porém, nos outros 2 mandatos, entre 2001 e 2008, sofreu criticismos crescentes.

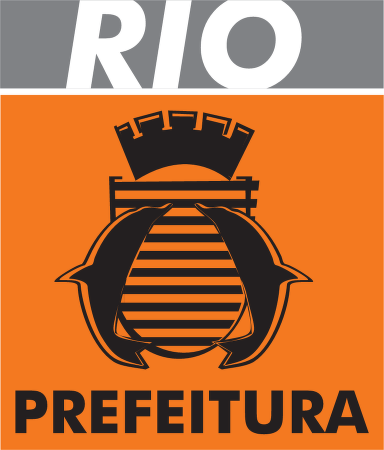
Logotipo da prefeitura enquanto era prefeito

Em 2007, o Ministério Público Estadual decidiu responsabilizar o município do Rio e o prefeito Cesar Maia por não ter barrado a favelização do Morro Dois Irmãos.
Nos Jogos Pan-Americanos de 2007, várias obras atrasaram, sendo inauguradas a poucos dias dos Jogos ou mesmo sendo adiadas para depois do evento. Houve acusações de que as obras teriam sido atrasadas de propósito para que fossem dispensadas as licitações, o que facilitaria desvio de dinheiro público.
Em 2008, foi agraciado com a Grã-Cruz da Ordem do Infante D. Henrique de Portugal. Também neste ano, com a decisão do STF de proibir o nepotismo no Brasil, Cesar Maia transformou uma subsecretaria em secretaria para manter sua irmã na prefeitura do Rio de Janeiro, de acordo com exceção para cargos de ministro e secretário para tal proibição.
No geral, as ruas da capital foram deixadas em péssimo estado de conservação por Cesar Maia, o que obrigou a prefeitura posterior a realizar muitas obras de conservação. 98% das ruas do Rio de Janeiro foram avaliadas como tendo asfalto regular, ruim ou péssimo, em 2009.
Outra obra bastante polêmica da última gestão Cesar Maia foi a Cidade da Música. A obra foi considerada excessivamente cara, além de haver suspeitas de superfaturamento. Apesar de ter sido inaugurada em 2008 por Cesar Maia, não foi concluída de verdade por ele, embora tenham sido gastos mais de R$ 473 milhões.

## Presença na internet
Entre agosto e outubro de 2005, manteve um blog, em que dava suas opiniões sobre política interna e externa. Atualmente, mantém o chamado "Ex-Blog", um boletim eletrônico distribuído para e-mails que podem ser cadastrados no endereço do blog. Cesar Maia tem feito utilização extensiva de meios de comunicação digitais, sendo um dos pioneiros na política brasileira na utilização do twitter e o formspring como canais de comunicação.
Em junho de 2024, César Maia apareceu em uma reunião virtual da Câmara Municipal do Rio de Janeiro sem calças, sentado no que parece ser um vaso sanitário.

## Controvérsias

### Acusações de improbidade administrativa em obras

#### Cidade das Artes

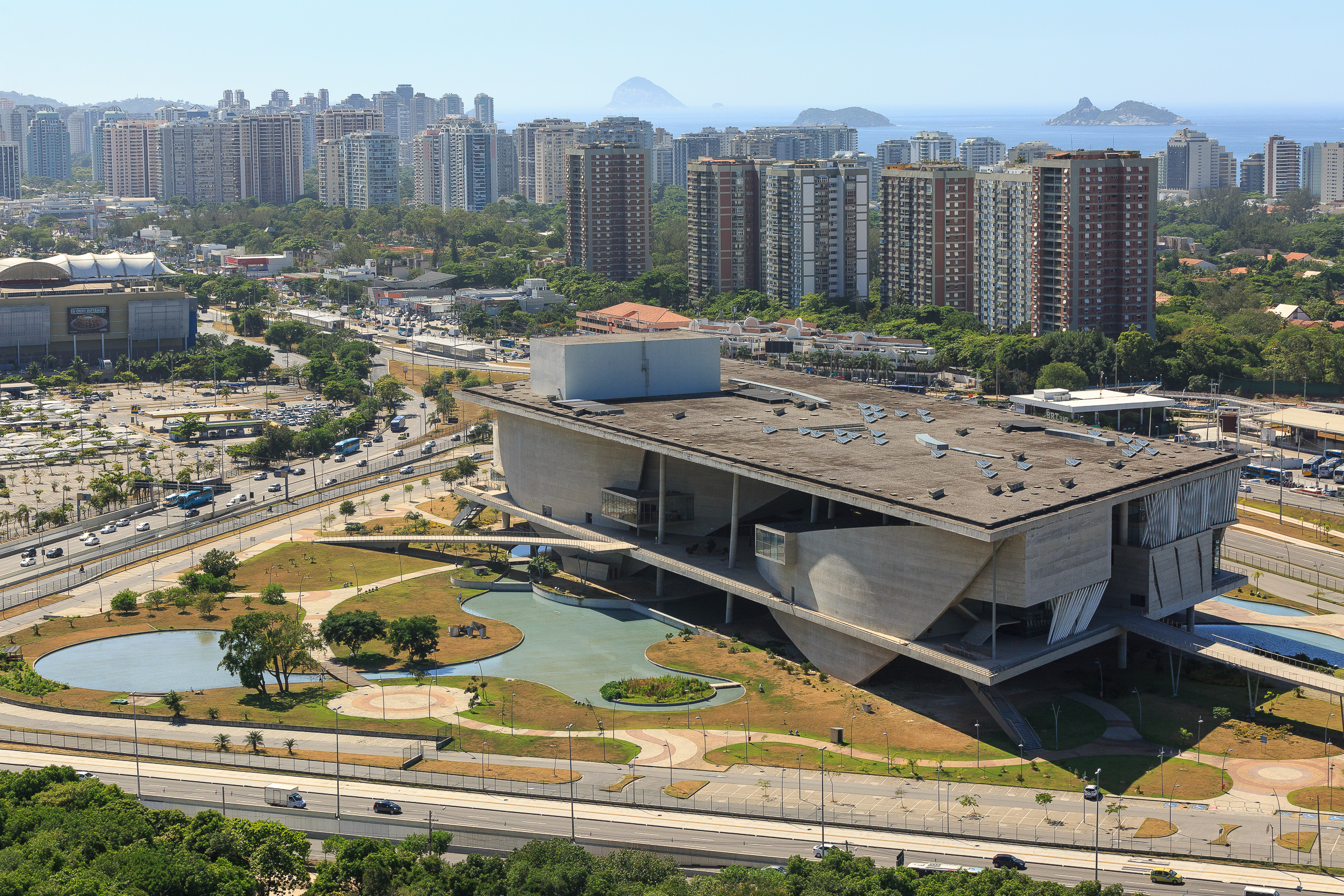
Vista aérea da Cidade das Artes

Em 2009, o Ministério Público do Estado do Rio de Janeiro (MPRJ) ajuizou uma ação de improbidade administrativa contra Cesar Maia, quatro outros agentes públicos e quatro empreiteiras. Na época, os promotores solicitavam a devolução de R$ 1 milhão por parte de Maia, além da cassação de seus direitos políticos por oito anos. A ação apura supostas irregularidades na construção da Cidade das Artes, situado no bairro carioca da Barra da Tijuca. A obra, que teve um orçamento inicial de R$ 80 milhões, teria custado no final R$ 490 milhões segundo o processo.
Também em 2009, o relatório final de uma CPI na Câmara Municipal do Rio de Janeiro que apurou denúncias acerca de irregularidades no projeto da Cidade das Artes apontou que a falta de recursos orçamentários provocou diversos atrasos e paralisações nas obras do complexo, acarretando na necessidade de aditivos e de reajustes de preços. Segundo o relatório, pelo menos R$ 114 milhões foram gastos por consequência das várias paralisações ocorridas por falta de recursos.

#### Igreja de São Jorge
Em 2012, a 13ª Vara Empresarial do Tribunal de Justiça do Estado do Rio de Janeiro (TJ-RJ) condenou Cesar Maia por improbidade administrativa ao considerar procedente uma ação referente à construção da Igreja de São Jorge, situada no bairro carioca de Santa Cruz. A ação original havia sido proposta pela 5ª Promotoria de Tutela Coletiva do Rio de Janeiro. A Vara havia entendido que a obra da igreja, realizada em 2005, fora financiada indevidamente com recursos públicos. O ex-prefeito carioca contestou na época a decisão alegando que era comum governos aplicarem recursos em obras de templos religiosos. Em maio de 2014, a 21ª Câmara Cível do Tribunal de Justiça do Estado do Rio de Janeiro confirmou a condenação de Maia, decisão cujo acórdão fora publicado no dia 14 de julho de 2014 pelo relator do processo no TJ-RJ.
Em julho de 2014, a Procuradoria Regional Eleitoral do Rio de Janeiro (PRE-RJ) contestou o registro de candidatura de Cesar Maia para o cargo de senador nas eleições de 2014 devido à condenação relativa à construção da Igreja de São Jorge. No dia 18 de agosto de 2014, a candidatura de Cesar Maia ao Senado Federal foi indeferida pelo Tribunal Regional Eleitoral do Rio de Janeiro (TRE-RJ) com base na Lei da Ficha Limpa. No entanto, em 9 de setembro de 2014, o Superior Tribunal de Justiça (STJ) concedeu liminar suspendendo a decisão do TJ-RJ que havia condenado Maia por improbidade administrativa, válida até o julgamento do recurso especial interposto pela defesa do ex-prefeito carioca no STJ. Dias depois, o registro da candidatura de Cesar Maia na época foi aceito pelo Tribunal Superior Eleitoral (TSE). Em 15 de dezembro de 2015, o STJ acatou o recurso especial apresentado pela defesa de Cesar Maia e absolveu o político da condenação aplicada pelo TJ-RJ.

#### Hospital do Acari
No dia 21 de maio de 2018, a juíza Maria Paula Gouvêa Galhardo, da 4ª Vara de Fazenda Pública da Capital, determinou a perda de função pública e a suspensão dos direitos políticos por oito anos de Cesar Maia devido a um processo em que ele é acusado de improbidade administrativa. Na decisão, a Justiça considerou que houve irregularidades no pagamento efetuado pela Prefeitura do Rio de Janeiro à construtora OAS relativo à fase final da construção do Hospital Municipal Ronaldo Gazolla, situado no bairro carioca do Acari. Na denúncia, o Ministério Público afirmou que houve demora proposital na execução do contrato, que fora prorrogado diversas vezes com acréscimo de valor e de prazo, a fim de se aguardar o resultado de ações judiciais relativas aos modelos de gestão do hospital. Maia ainda foi condenado a pagar uma multa de R$ 3,3 milhões como forma de ressarcir os prejuízos por ele causados. A condenação foi em primeira instância e cabe recurso em instâncias superiores.

### Contratação de escritório de advocacia
Em 2013, o juiz Alexandre de Carvalho Mesquita, da 3ª Vara da Fazenda Pública do Rio de Janeiro, condenou Cesar Maia por improbidade administrativa. Maia foi considerado culpado por ter autorizado que a Prefeitura do Rio de Janeiro contratasse sem licitação por 27 vezes o escritório do advogado Paulo Eduardo de Araujo Saboya, seu cunhado, a fim de defendê-lo em ações populares e civis públicas. A ação acatada pela Vara havia sido movida pela 1ª Procuradoria de Justiça da Tutela Coletiva do Ministério Público do Estado do Rio de Janeiro (MPRJ).
Em 25 de agosto de 2016, a Justiça do Rio de Janeiro confirmou a condenação de Cesar Maia por improbidade administrativa no processo referente à contratação do cunhado como advogado. De acordo com a decisão, Maia corre o risco de perder os direitos políticos por 5 anos e pagar uma multa. Segundo a defesa do político, existe uma jurisprudência no Superior Tribunal de Justiça (STJ) referente à dispensa de licitação para a contratação de escritórios de advocacia por políticos.

### Aplicação de receitas em educação
Em setembro de 2018, a juíza Mirela Erbisti, da 3ª Vara de Fazenda Pública do Rio de Janeiro, condenou Cesar Maia por improbidade administrativa à suspensão dos direitos políticos por cinco anos. A juíza entendeu que, entre 2007 e 2008, quando era prefeito do Rio de Janeiro, Maia deixou de aplicar o percentual constitucional mínimo de 25% da receita de impostos em educação. A decisão é de primeira instância e cabe recurso em instâncias superiores.
Cesar Maia alega que a estimativa do percentual de gastos em educação da Prefeitura do Rio de Janeiro, feita no Orçamento Municipal, poderia não ser o percentual exato diante da arrecadação, que é conhecida no ano seguinte. Em reportagem publicada na revista Veja, o político critica a vinculação de recursos para a manutenção do ensino público.

### Aparição em banheiro durante sessão
Em junho de 2024, Cesar Maia ganhou destaque após uma sessão da Câmara Municipal do Rio. Durante a discussão sobre o projeto que torna o Mirante da Rocinha patrimônio cultural, vários parlamentares participaram online. Maia apareceu sentado no banheiro, no vaso sanitário, sem calças. O vereador Pablo Mello (Republicanos) pediu que ele desligasse a câmera, tentando conter o riso. A assessoria de Maia disse que ele estava presente na sessão, mas teve um mal-estar repentino que prejudicou sua percepção da câmera. O vídeo viralizou nas redes sociais.